# BMW G29
BMW G29 (eller BMW Z4) är en sportbil som den tyska biltillverkaren BMW planerar att introducera på bilutställningen i Paris i oktober 2018.

## Motor
| Modell       | Årsmodell | Motor                    | Cylindervolym | Effekt | Bränslesystem            |
| ------------ | --------- | ------------------------ | ------------- | ------ | ------------------------ |
| Z4 sDrive20i | 2019-     | B48: 4-cyl radmotor DOHC | 1998 cm³      | 197 hk | Direktinsprutning, turbo |
| Z4 sDrive30i | 2019-     | B48: 4-cyl radmotor DOHC | 1998 cm³      | 258 hk | Direktinsprutning, turbo |
| Z4 M40i      | 2019-     | B58: 6-cyl radmotor DOHC | 2998 cm³      | 340 hk | Direktinsprutning, turbo |